# Viktor Mutt
Viktor Mutt, född 29 december 1923 i Tartu, Estland, död 9 september 1998 i Solna, var en estnisk-svensk biokemist. Han disputerade 1959 vid Karolinska Institutet, där han senare var professor i biokemi. Han blev 1983 ledamot av Vetenskapsakademien och utnämndes 1990 till hedersdoktor vid Tartu universitet.